# Mètrica de Schwarzschild
La mètrica de Schwarzschild (o solució de Schwarzschild o buit de Schwarzschild) és una solució exacta de les equacions de camp d'Einstein que descriu l'espaitemps al voltant d'un cos massiu esfèric sense rotació i sense càrrega elèctrica neta, com una estrella, planeta o forat negre sense moviment de rotació. Malgrat ser una situació no real, és una bona aproximació a cossos amb una rotació prou lenta, com el Sol o la Terra. Segons el teorema de Birkhoff, la solució de Schwarzschild és la solució del buit més general possible de les equacions d'Einstein en el cas estàtic i simètric.
La solució de Schwarzschild fou calculada per l'astrofísic Karl Schwarzschild el 1916, pocs mesos després de la publicació d'Albert Einstein de la seva teoria de la relativitat general. Fou la primera solució exacta a les equacions de la relativitat general (a banda, òbviament, de la solució trivial de l'espai buit pla, o mètrica de Minkowski). Schwarzschild no pogué treballar gaire més en la relativitat general, ja que morí poc després a causa d'una malaltia contreta durant la I Guerra mundial.
Un forat negre de Schwarzschild es caracteritza per una àrea que l'envolta, anomenada horitzó d'esdeveniments, situada al radi de Schwarzschild, també anomenat radi del forat negre. Qualsevol cos de massa M sense rotació i sense càrrega elèctrica que sigui més petit que el radi de Schwarzschild serà un forat negre.
La forma matemàtica de la solució de Schwarzschild, expressada en coordenades de Schwarzschild és:
{\displaystyle ds^{2}=-c^{2}\left(1-{\frac {2GM}{c^{2}r}}\right)dt^{2}+\left(1-{\frac {2GM}{c^{2}r}}\right)^{-1}dr^{2}+r^{2}d\Omega ^{2}}
en què G és la constant de gravitació universal, M és la massa de l'objecte i
{\displaystyle d\Omega ^{2}=d\theta ^{2}+\sin ^{2}\theta d\phi ^{2}\,}
és la mètrica estàndard en una esfera (és a dir, és l'element d'angle sòlid). La constant
{\displaystyle r_{s}={\frac {2GM}{c^{2}}}}
s'anomena radi de Schwarzschild.